# Vientiane
Vientiane (též Viangchan, laosky ວຽງຈັນ, doslova Město santalového dřeva) je hlavní město asijského státu Laos. Zároveň je také největším městem v Laosu. Leží na levé straně řeky Mekong nedaleko hranic s Thajskem. Ve městě žije okolo 754 000 obyvatel, některé zdroje ale uvádějí, že jich zde žije přibližně jen 730 000.
Hlavním městem se stalo v roce 1563 během strachu z barmské invaze na Luang Prabang. Poté jej v roce 1828 vyplenili Thajci, ale v roce 1899 jej Francie opět prohlásila za hlavní město Laosu.

## Poloha
Vientiane je situováno v ohybu řeky Mekong, která těchto místech také stanovuje hranice Laosu. Právě díky umístění u hranic s Thajskem se stalo jedním z nejvíce prosperujících měst v Laosu.

## Členění
Vientiane je hlavním městem prefektury stejnojmenné prefektury (kampheng nakhon Vientiane). Existuje také provincie Vientiane — prefektura se od ní oddělila v roce 1989.
| Kód na mapě | Název        | Laosky    | Distrikty |
| ----------- | ------------ | --------- | --------- |
| 01-01       | Čanthabuly   | ຈັນທະບູລີ    | Distrikty |
| 01-02       | Sikhottabong | ສີໂຄດຕະບອງ | Distrikty |
| 01-03       | Ksaysetha    | ໄຊເສດຖາ   | Distrikty |
| 01-04       | Sisattanak   | ສີສັດຕະນາກ  | Distrikty |
| 01-05       | Naxaithong   | ນາຊາຍທອງ  | Distrikty |
| 01-06       | Ksaythany    | ໄຊທານີ     | Distrikty |
| 01-07       | Hadksayfong  | ຫາດຊາຍຟອງ | Distrikty |
| 01-08       | Sangthong    | ສັງທອງ     | Distrikty |
| 01-09       | Mayparkngum  | ໃໝ່ປາກງື່ມ   | Distrikty |

* Tučně jsou zapsány distrikty které jsou oficiální součástí města.

## Klima
Pro město a okolí jsou typické celoroční vysoké teploty a velké srážky převážně v letních a podzimních měsících. Je zde také celoroční vysoká vlhkost vzduchu.

| Vientiane – podnebí                                        | Vientiane – podnebí | Vientiane – podnebí | Vientiane – podnebí | Vientiane – podnebí | Vientiane – podnebí | Vientiane – podnebí | Vientiane – podnebí | Vientiane – podnebí | Vientiane – podnebí | Vientiane – podnebí | Vientiane – podnebí | Vientiane – podnebí | Vientiane – podnebí |
| Období                                                     | leden               | únor                | březen              | duben               | květen              | červen              | červenec            | srpen               | září                | říjen               | listopad            | prosinec            | rok                 |
| ---------------------------------------------------------- | ------------------- | ------------------- | ------------------- | ------------------- | ------------------- | ------------------- | ------------------- | ------------------- | ------------------- | ------------------- | ------------------- | ------------------- | ------------------- |
| Průměrné denní maximum [°C]                                | 28,4                | 30,3                | 33,0                | 34,0                | 33,0                | 31,9                | 31,3                | 30,8                | 30,9                | 30,8                | 29,8                | 28,1                | 31,0                |
| Průměrné denní minimum [°C]                                | 16,4                | 18,5                | 21,5                | 23,8                | 24,6                | 24,9                | 24,7                | 24,6                | 24,1                | 22,9                | 19,3                | 16,7                | 21,8                |
| Průměrné srážky [mm]                                       | 7,5                 | 13,0                | 33,7                | 84,9                | 245,8               | 279,8               | 272,3               | 334,6               | 274,3               | 78,0                | 11,1                | 2,5                 | 1 637,5             |
| Zdroj: http://www.worldweather.org/121/c00235.htm 2011-8-8 |                     |                     |                     |                     |                     |                     |                     |                     |                     |                     |                     |                     |                     |

## Turistické cíle
- Pha That Luang, jeden z hlavních symbolů Laosu, stúpa
- Haw Phra Kaew, bývalý chrám s museem a obchody
- Laoské Národní Museum
- Talat Sao, ranní tržiště

## Vzdělání a zdravotní péče
Jedna ze tří univerzit v zemi Národní univerzita Laosu se nachází právě ve Vientiane. Některé z významnějších nemocnic ve městě jsou Mahosotská nemocnice nebo Centrum zdravotní péče na Francouzské ambasádě.

## Obrázky

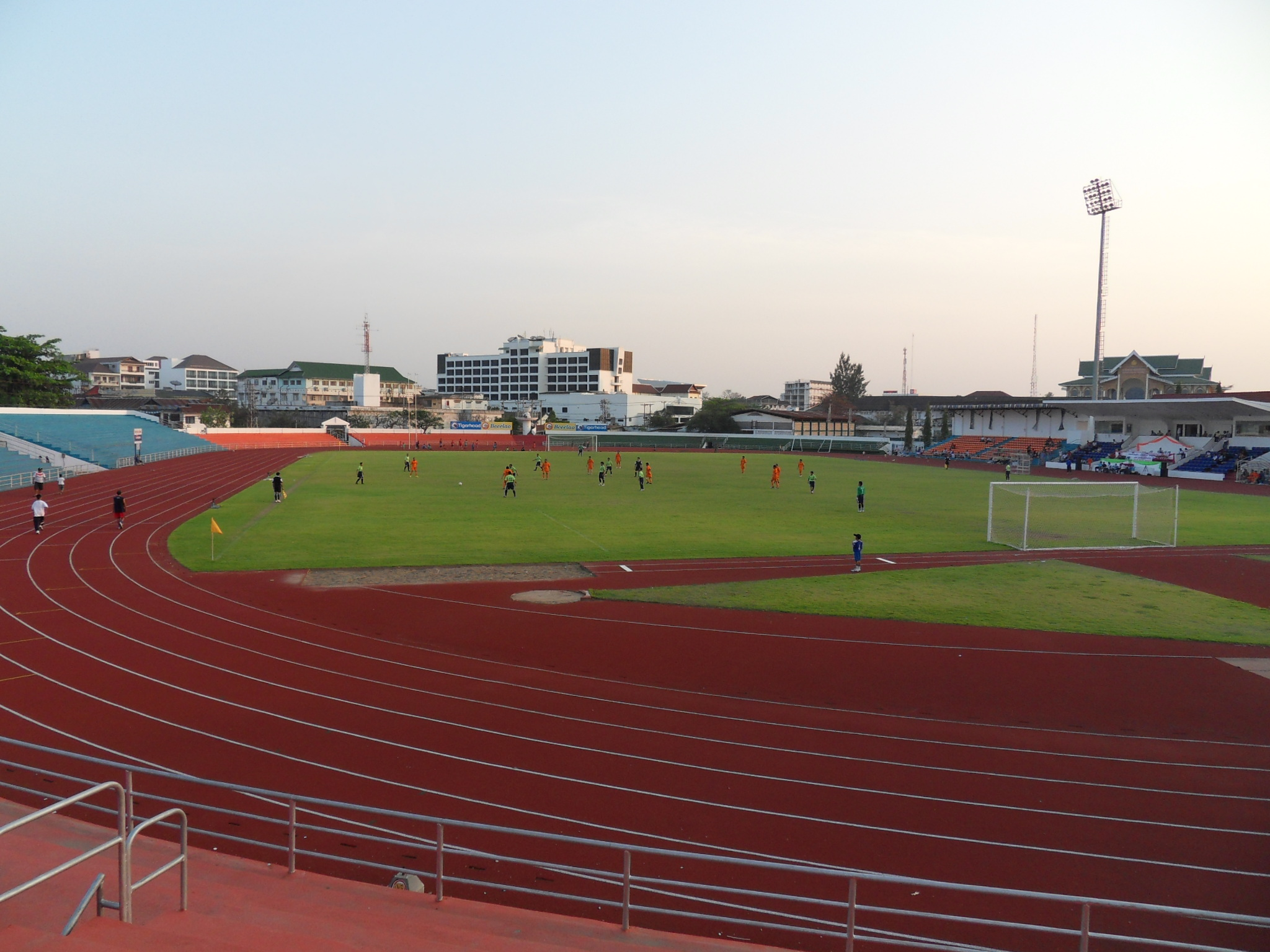
Stadion ve Vientiane
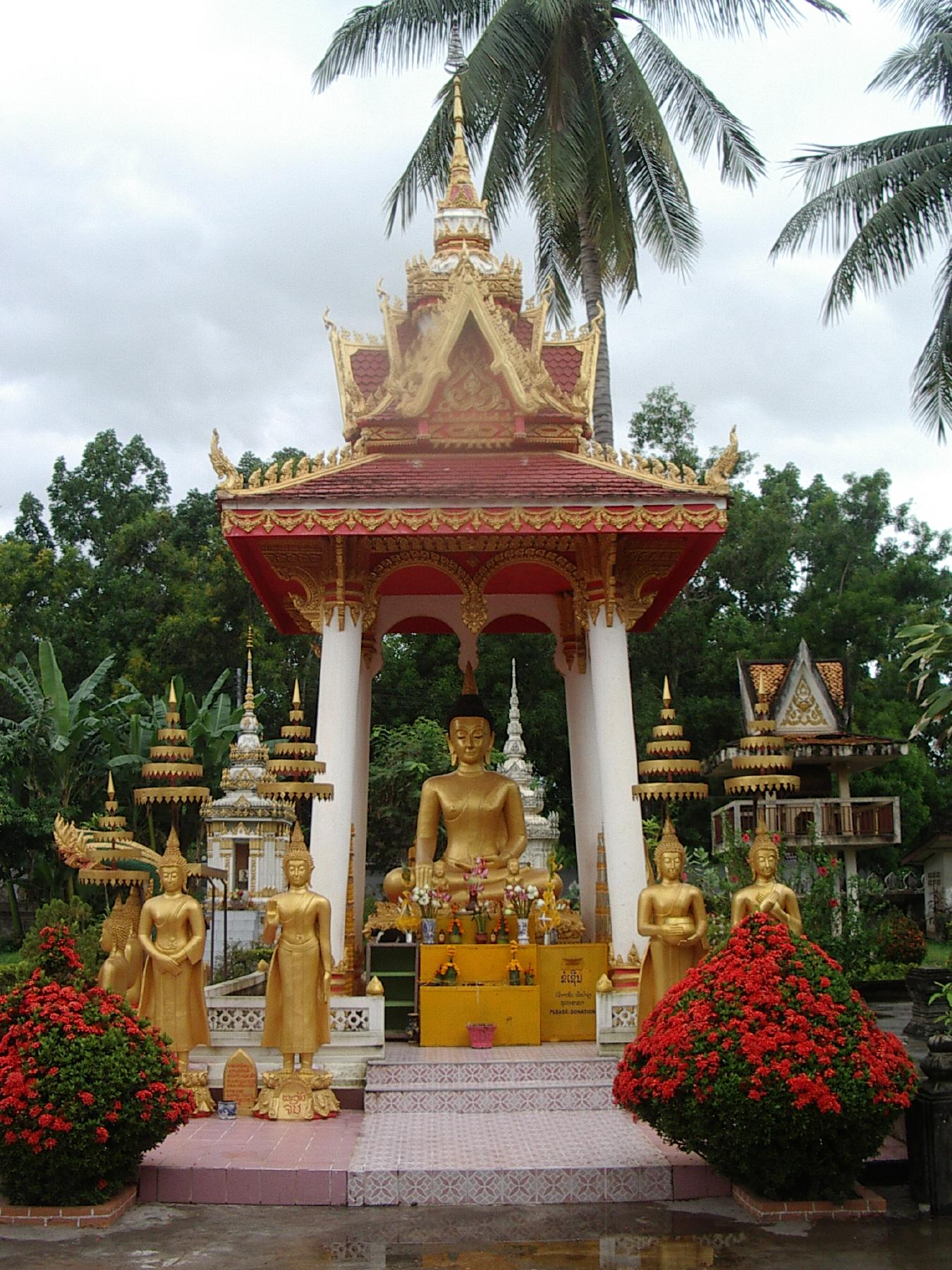
Socha buddhy v jednom z chrámů
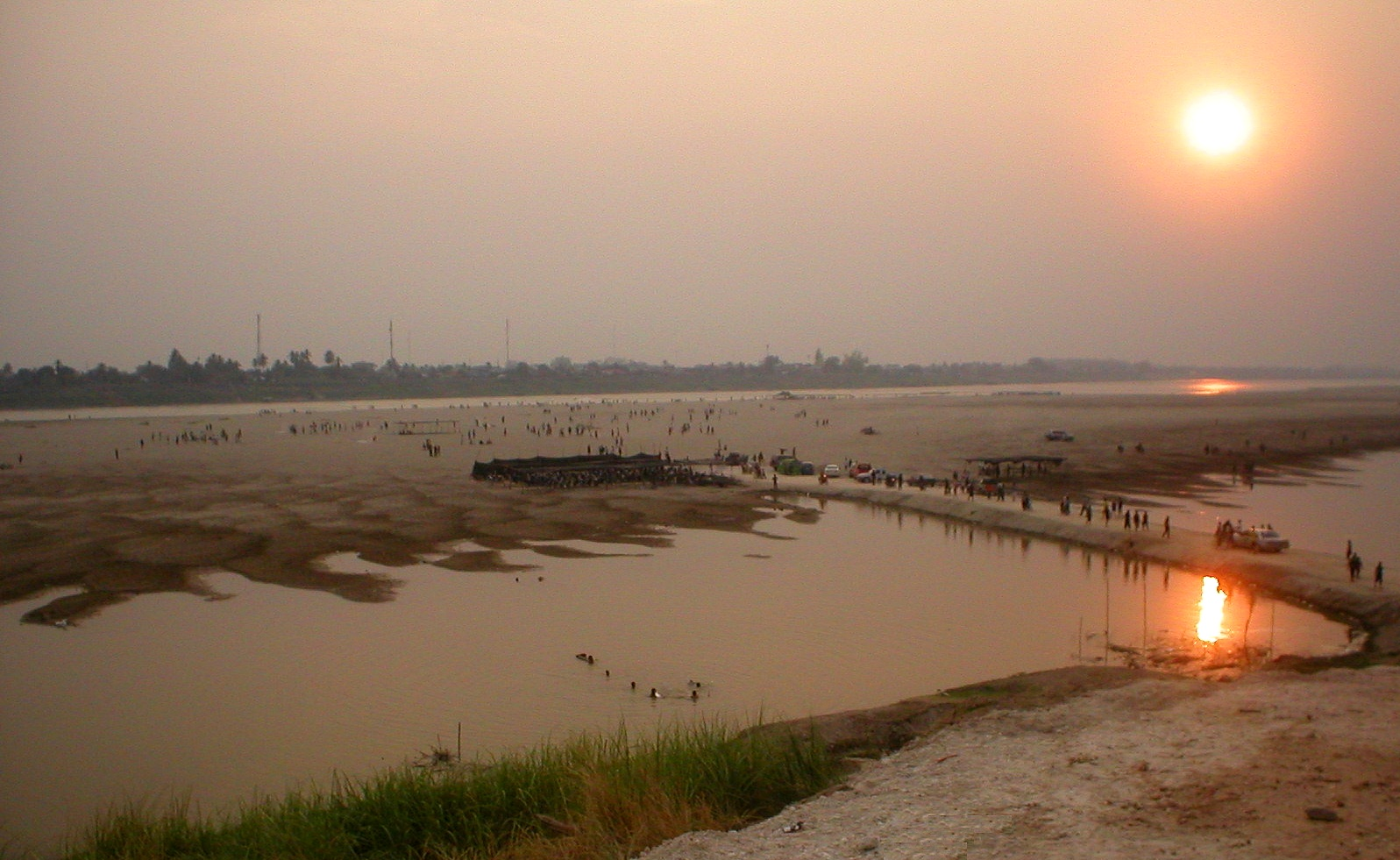
Řeka Mekong protékající městem
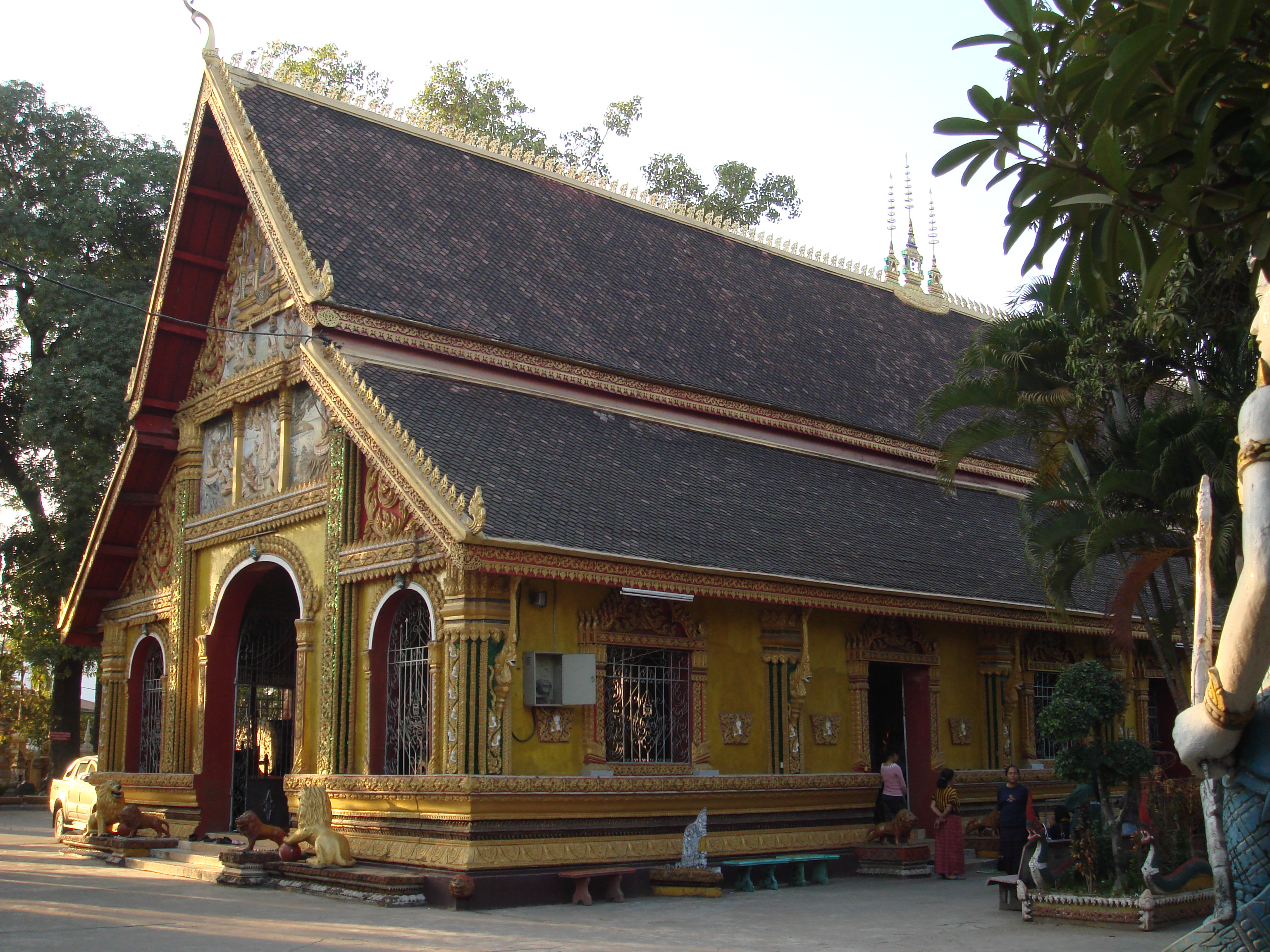
Chrám Wat Si Muang
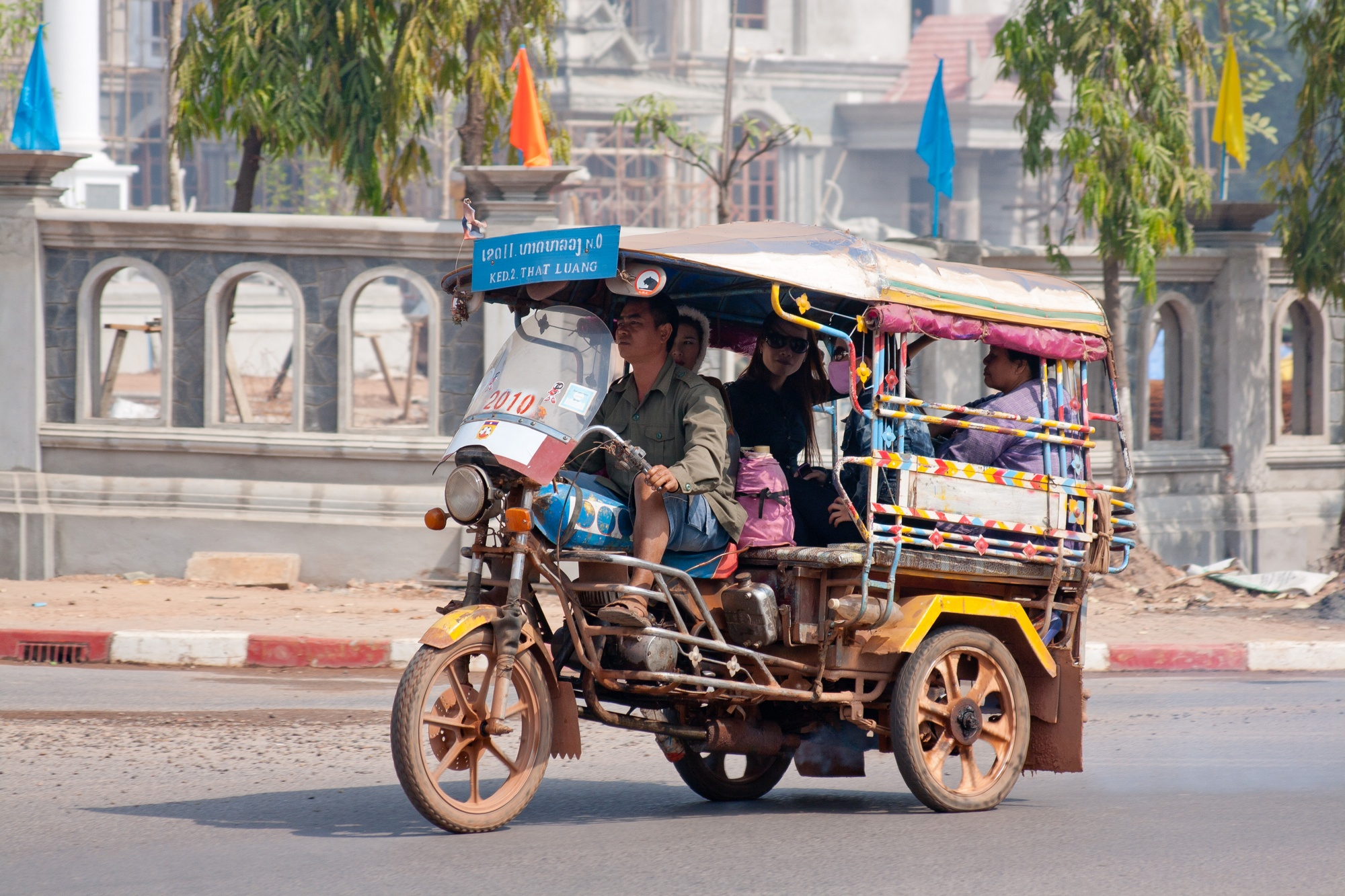
Tradiční dopravní prostředek zemí Asie zvaný Tuk-tuk

## Partnerská města
- Bangkok, Thajsko
- Čattagrám, Bangladéš
- Phnompenh, Kambodža
- Orlando, USA
- Ho Či Minovo Město, Vietnam